# Nördlinger Ries

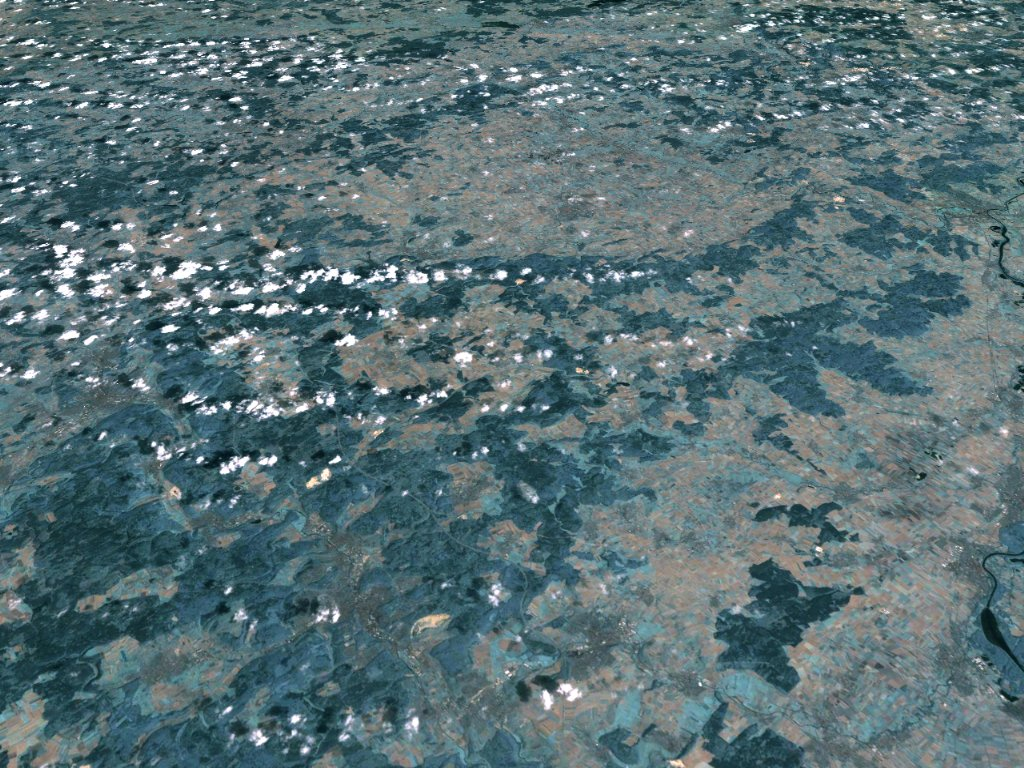
Fotografia aèria del cràter

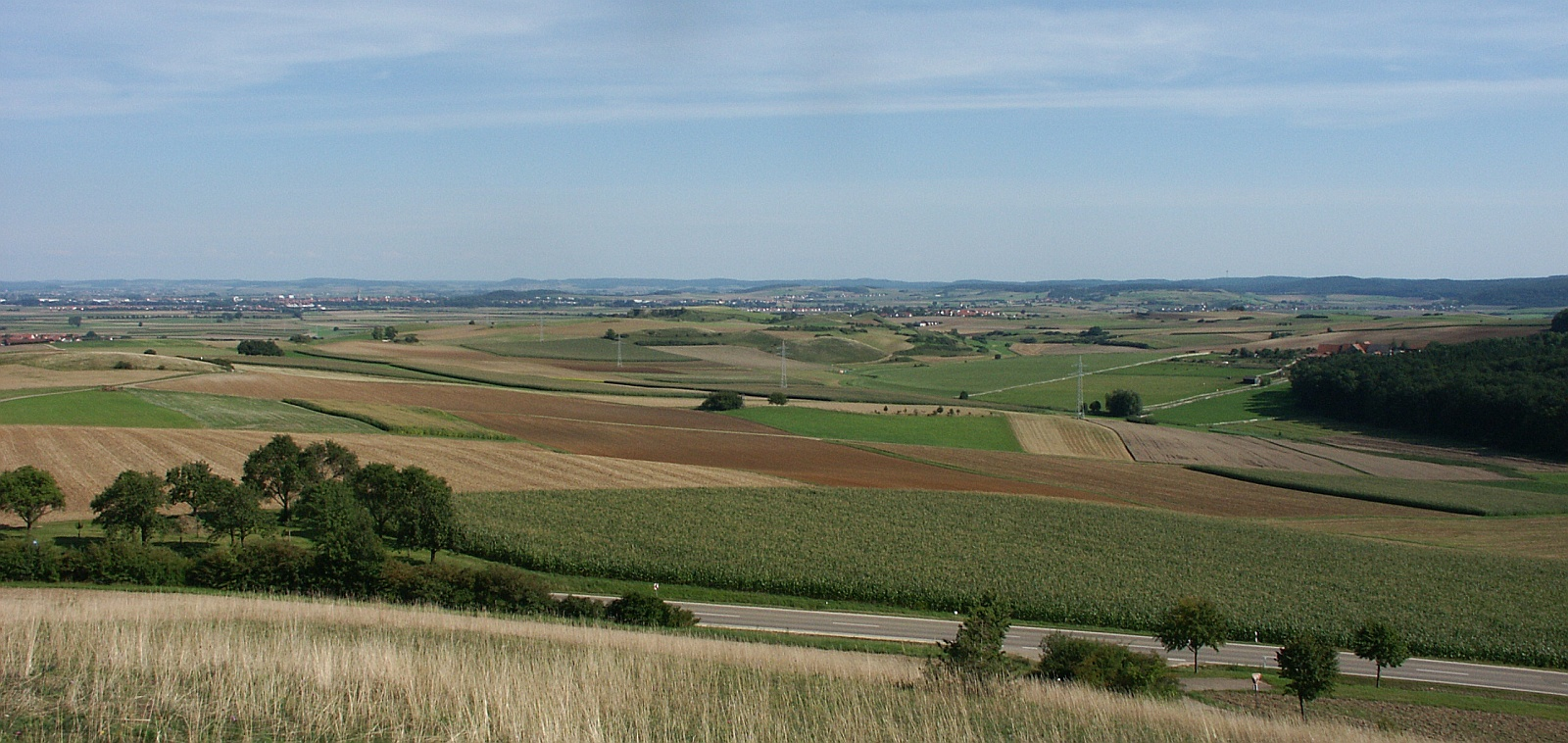
El Nördlinger Ries vist des del terra

El Nördlinger Ries és un cràter situat al sud-oest d'Alemanya, dins la plana Keuper-Lias de Suàbia. Va ser causat per un meteorit que hi va impactar fa uns 14.600.000 anys. Aquest és un dels cràters d'impacte més ben conservats del planeta.

## Origen del nom
La paraula "Ries" deriva del nom de la província romana "Raetia" que coincideix amb aquest lloc i la paraula Nördlinger fa referència al nom de la ciutat de Nördlingen situada a uns 6 km al sud-oest del centre d'aquesta depressió.

## Característiques

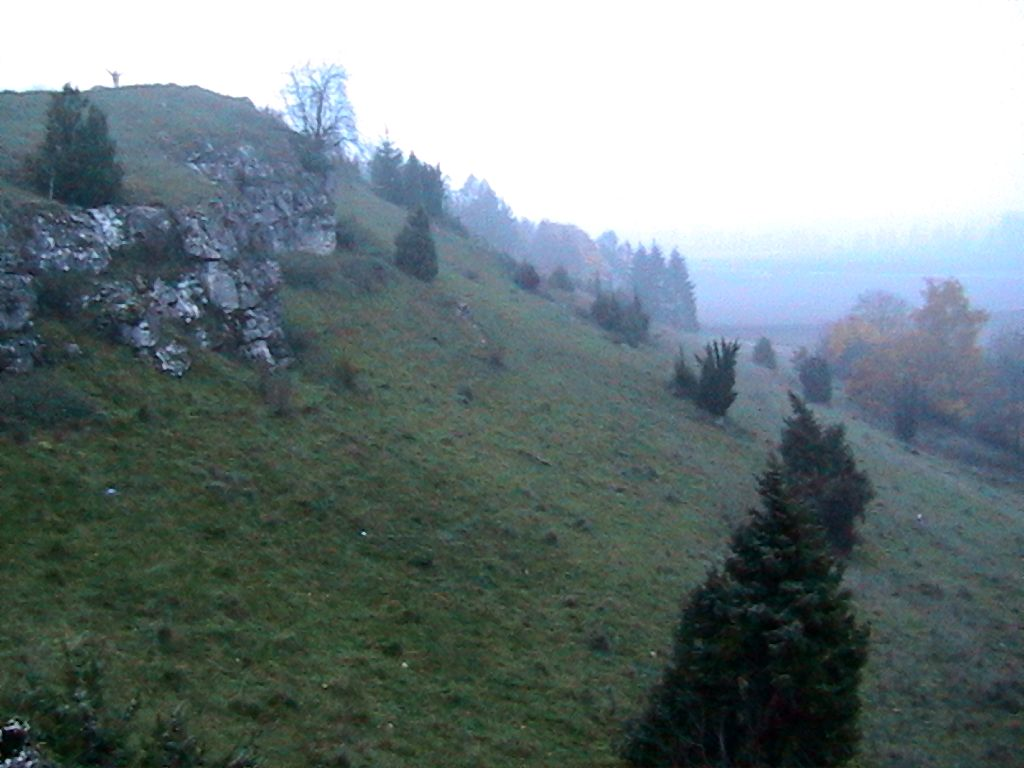
Perfil de la vora del cràter

El Nördlinger Ries és gairebé circular, amb unes dimensions aproximades de: 22 × 24 km. La superfície total és de 348 km². El cràter només és clarament visible, per la seva mida i la forta erosió, des de l'aire. La vora de la circumferència es veu des de terra com un horitzó de turons i arbres.

L'actual fons del cràter,està a uns 100 i 150 metres per sota de les terres que l'envolten, en contrast amb el paisatge muntanyós adjacent de la Jura de Suàbia. L'única excepció és un anell de turons a l'interior del cràter (que rep els noms de Muralla Interior, Anell interior o Anell de cristalls), el qual fa que aquest cràter difereixi d'altres cràters amb la simple forma de tassa. Alguns turons d'aquest anell interior tenen nom propi com ara : el Marienhöhe al costat de la ciutat de Nördlingen, el Wallersteiner Felsen o el Wennenberg a tocant del municipi d'Alerheim.
Dins el Nördinger Ries hi ha algunes ciutats, entre elles la més gran Nördlingen, però també Harburg, Oettingen, Bopfingen i Wemding. El riu Wörnitz, afluent del Danubi, el travessa de nord a sud dibuixant nombrosos meandres a la Plana Ries-Kessel i a l'extrem sud rep les aigües de l'Eger.

## Les primeres teories

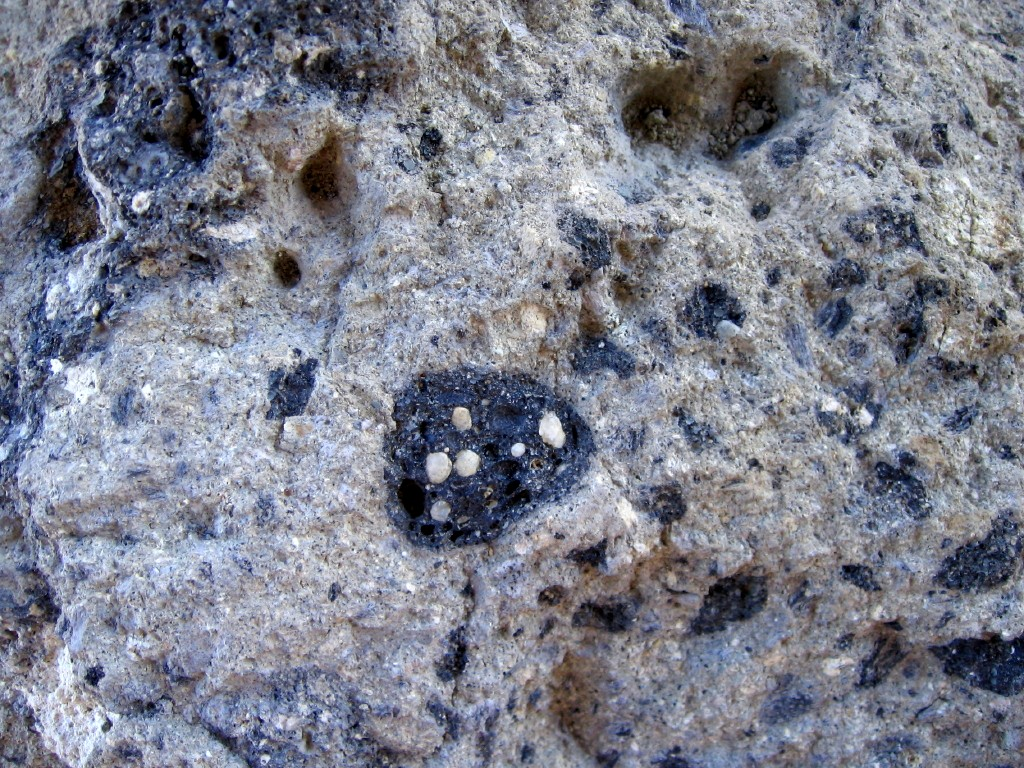
Suevita

Els geòlegs van fer servir diverses teories per explicar com es va originar. Les primeres teories apuntaven a una formació de tipus volcànic doncs algunes roques que s'hi van trobar, com la suevita, són similars als del tuf volcànic. Mathias von Flurl, el fundador de la geologia a Baviera, va descriure el 1805 la zona del Ries com una zona volcànica.
Carl Wilhelm von Gumbel va presentar una tesi el 1870 sobre la distribució de suevites i arribant a la conclusió de l'existència d'un volcà, el qual havia estat completament erosionat i del qual només quedaven les roques expulsades d'ell.Wilhelm Branco i Eberhard Fraas van provar d'explicar el 1901 l'absència d'un volcà, a causa del fet que una càmera de magma subterrània creixent hauria portat inicialment a una elevació del terreny i amb la penetració d'aigua en diversos punts, hauria propiciat l'expulsió de roques.
L'oficial Walter Kranz va demostrar a partir del 1910, a través d'experiments amb explosius, que els fenòmens en el Ries s'expliquen millor per una sola explosió central. La causa de l'explosió hauria coincidit amb l'entrada d'aigua en una càmera de magma subterrània.
A més de l'explicació volcànica, es van discutir altres teories, com ara l'efecte d'arrossegament de les glaceres en un període anterior o la tectònica segons la qual seria degut a una falla durant la formació dels Alps. No obstant això, cap d'aquestes hipòtesis podria explicar totes les peculiaritats de la Nördlinger Ries de forma concloent.
El 1904 Ernst Werner va suggerir un impacte de meteorit com a possible responsable del la formació del Nördlinger Ries. Otto Stutzer també va assenyalar el 1936 similituds entre el Cràter Barringer a Arizona i el Ries, però tampoc van suposar un gran avanç cap a la teoria de l'impacte.

## Formació
El geòleg dels EUA Eugene Shoemaker i Edward Chao CT van poder demostrar per fi el 1960 que la base de mostres de roques trobades al Nördlinger Ries tenien el seu origen en l'impacte d'un meteorit. Va ser determinant la trobada de stishovita i coesita, ambdues modificacions d'alta pressió de roques de quars, que només poden produir-se en les condicions extremes de l'impacte d'un meteorit, però no per un vulcanisme.
L'impacte s'hauria produït durant el Miocè. El meteorit podria haver tingut un diàmetre d'1,5 quilòmetres i una velocitat d'uns 15 a 50 km/s (corresponent 54000-180.000 km/h). L'explosió seria similar a la suma d'unes 100.000 bombes d'Hiroshima.Per l'impacte van ser expulsats 150 km³ de roques, fins i tot parts del basament cristal·lí, pel fet que el meteorit es va estavellar contra un gruix de 600 m de roques sedimentàries (calcàries, argiles) del Mesozoic.
Moltes pedres van ser llançades a una distància de fins a 70 km,hi ha tectites fins i tot a 450 km de distància. En pocs minuts es va formar un cràter de gairebé 25 quilòmetres de diàmetre i 500 metres de profunditat. Probablement tot ésser viu dins d'un radi d'almenys 100 km va morir abruptament.

El cràter es va omplir després d'aigua i, per tant, es va convertir en un llac de 400 acres. En aquesta conca endorreica el contingut de sal va superar la dels oceans en l'actualitat, perquè es va sumar les sals ja existents amb les originades pel meteorit. Durant els següents dos milions d'anys el llac es va anar omplint d'arena gradualment. Va ser només durant l'edat de gel que l'actual caldera del Nördlinger Ries va ser exposada a l'erosió, acabant per formar-se el loess, el qual forma la base per a l'ús agrícola actual.

## Esdeveniment Veí

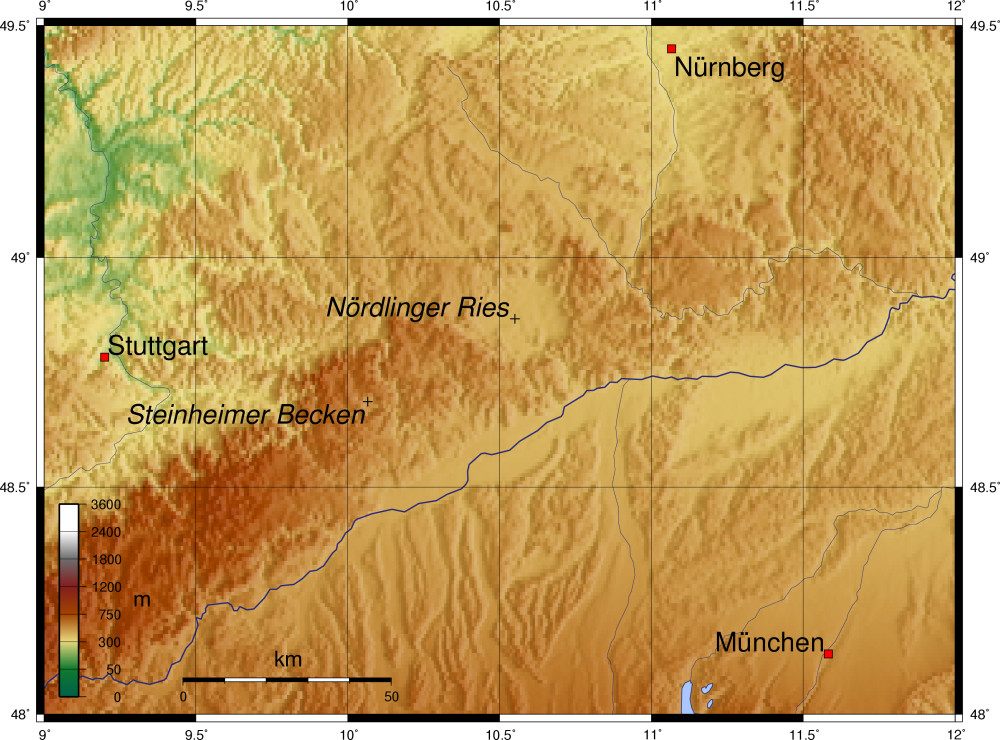
Mapa del sud d'Alemanya, amb el Nördlinger Ries i la conca Steinheim, l'altre impacte.

A uns 40 km al sud-oest de la Nördlinger Ries hi ha la conca de Steinheim, un altre cràter d'impacte de 3,5 quilòmetres de diàmetre. També es va formar fa uns 15 milions d'anys. L'impacte deixat pels dos meteorits podria ser degut a la caiguda d'un asteroide binari.

## Geologia
El Nördlinger Ries és un dels grans cràters d'impacte més ben conservats del món. Sobretot al sud, sud-est i est del cràter, tant a la vora del cràter, així com la matèria expulsada. Per tant, aquest ha servit de base per a la investigació de cràters d'impacte terrestres. Els astronautes de la NASA, van preparar aquí la missió Apollo 14 fent un estudi sobre el cràter els dies 10 al 14 d'agost del 1970, sota les ensenyances dels geòlegs Tübingen Wolf von Engelhardt, Dieter Stöffler i Günther Graup que els van familiaritzar amb les característiques de les roques d'un cràter format per meteorit.
El 29 de juny del 1973 es va fer una perforació d'investigació del Nördlingen Ries en una parcel·la a Löpsingen. El forat es va donar per acabat el 15 de gener del 1974, amb una profunditat de 1.206 m. Es van trobar tres capes principals: sediments del llac a fins a 325 m, fins a 606 m, i trencant suevita fins a la roca mare a 1206 m.
El 2002, el Ministeri de Medi Ambient van col·locar tres geòtops al Ries amb el segell oficial de "geòtops més bells de Baviera", situats a: Les ruïnes de Wengen Hausen, la rocalla de Suàbia a Aumuehle i el Riesseekalke a Hainsfarth. L'any 2006 el Nördlinger Ries va ser enregistrat en la llista dels 77 llocs d'excel·lència geològica nacionals a Alemanya.

### L'anell de cristalls
A la vora del cràter es troba un segon sortint anul·lar, coneguda com el mur intern o "anell de cristalls". La base d'aquests pujols es compon de bretxes de granit i altres roques ígnies, que estan tan esmicolades que sovint cauen a terra durant l'excavació.

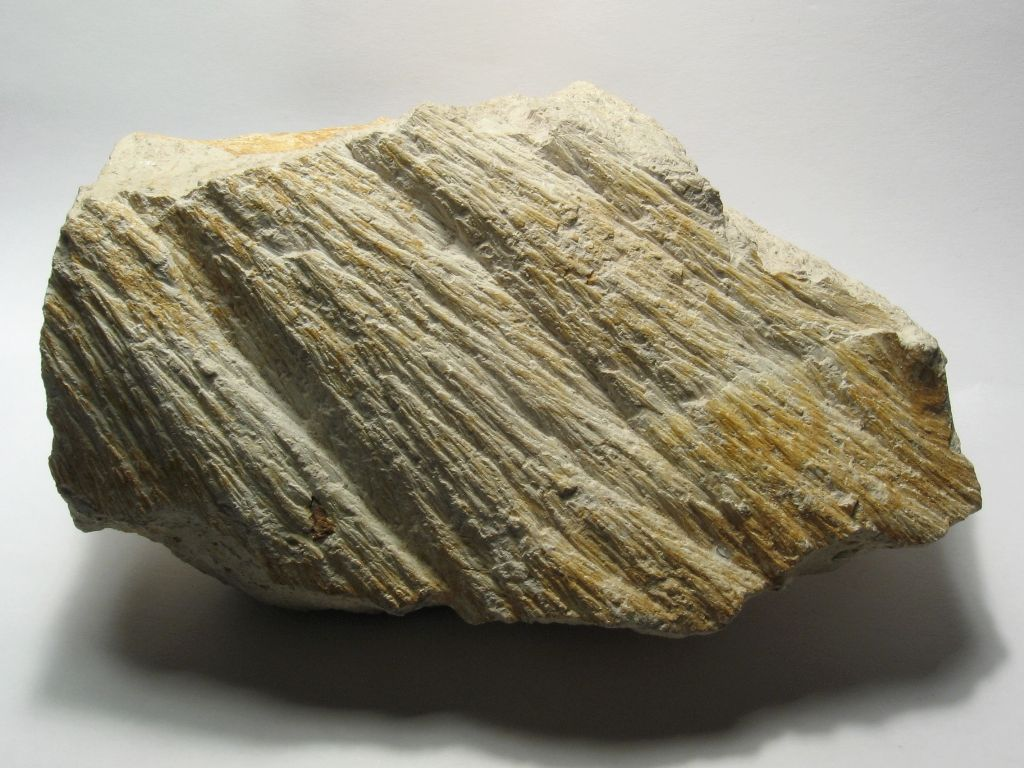
roca ratllada

També s'hi poden trobar roques ratllades formades per l'erosió de materials arrossegats per l'ona expansiva. L'anell interior és la conseqüència de la diferència d'elasticitat dels elements que formaven el terreny abans de l'impacte. Normalment, el basament cristal·lí es troba només entre 300 i 400 m de profunditat emmagatzemat sense pertorbacions fora del cràter.

### Aglomeracions d'enderrocs

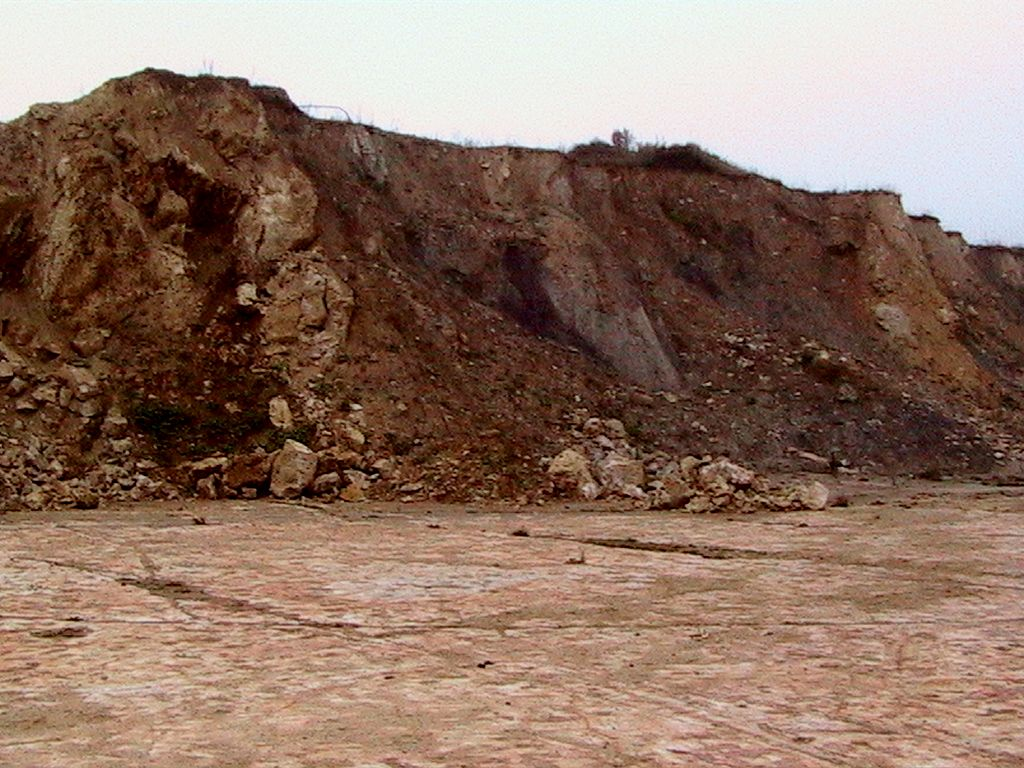
Aglomeració d'enderrocs

Les aglomeracions de runa de colors formen penyes a la vora del cràter. Els seus components van ser expulsats per la vaporització explosiva del meteorit en l'impacte i, sovint en una ejecció balística a milles de distància bé per l'aire o bé empesos a través de la superfície cap a l'exterior. Les masses de runa consisteixen principalment en roques sedimentàries mesozoiques amb una varietat de capes estratigràfiques, que es troben barrejades a l'atzar. Originalment, aquestes aglomeracions de runes formaven un cercle tancat fins a una distància de 40 km al voltant, que tenia un gruix de fins a 100 m.

### Pedrera de suevita
Conté alguns minerals que es produeixen només a molt altes temperatures i pressions com: stishovita, coesita i cristall diapléctic. Però la pedrera està formada majoritàriament per roca tipus suevita. Perforacions han demostrat que el cràter és ple de suevita fins a 400 metres de fons. També hi ha fragments de suevita presents en les aglomeracions de runa de l'exterior. Es pot concloure que la suevita va ser dipositada des de l'ascens per sobre del flux piroclàstic.

### Roques de Reuter
Les anomenades roques de Reuters, són roques calcàries del Juràssic, ja existents abans de l'arribada del meteorit, que van ser expulsades a alta velocitat des del cràter i es van dipositar fins a 70 km de distància. Avui en dia, encara es troben a l'àrea d'Augsburg i Ulm. La seva trajectòria pot haver estat accelerada per l'expansió dels gasos calents de l'explosió al centre de l'explosió. El seu nom és degut al geòleg muniquès Lothar Reuter, qui el 1926, va elaborar un mapa amb la distribució d'aquestes roques.

### Moldavita

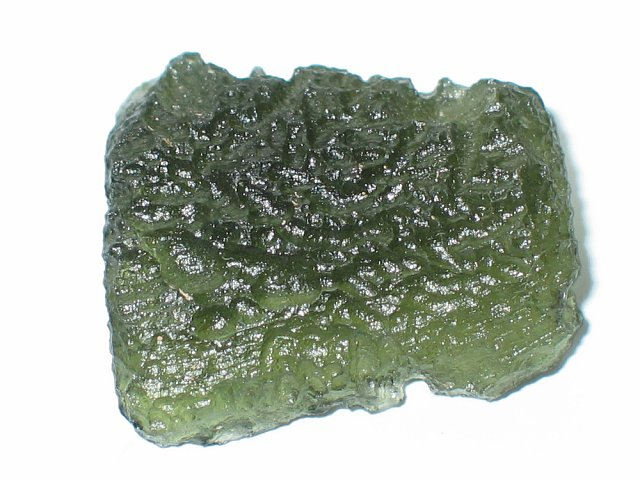
Moldavita

A Bohèmia i Moràvia (entre 250 i 450 km del cràter) s'han trobat tectites de color verd ampolla 250 a 450 km conegudes com a moldavita. El vincle amb l'esdeveniment del Nördlinger Ries va ser aconseguit amb la determinació de l'edat radiomètrica i per experiments amb projectils d'alta velocitat. Avui dia es creu que es van originar aquestes tectites només uns mil·lisegons abans de l'impacte, quan la capa superior de la superfície de la terra escombrada es va fondre i va girar a gran velocitat cap a l'est.

### Sediments del llac
L'interior del cràter està gairebé ple dels sediments de l'antic llac. Els dipòsits de lutolita van arribar a un gruix de fins a 400 m, i recobreixen els minerals de suevita caiguts de nou al cràter. Hi ha fòssils d'espècies que van viure al llac durant el Miocè. Les petxines de petits caragols aquàtics i ostracodes són els més abundants. En algunes localitats de la rodalia s'han trobat fòssils d'aus,de rèptils, peixos i també mamífers. En les dolomites s'han trobat residus d'algues verdes i canyes que donen una idea de la flora del llac Ries.

### Perfil geològic
El perfil geològic mostra l'estructura del cràter tal com està avui. L'interior està completament ple de sediments suevítics i lacustres. L'anell interior representa la demarcació de la zona Megablock, que està formada per blocs de roques triturades que llisquen cap a la inclinació central. La vora del cràter és considerada com el límit entre els paquets de roca que van ser reubicats en la formació del cràter i els que s'han mantingut en la seva posició original. Els voltants del cràter estan formats principalment d'aglomeracions de runa de colors expulsada per l'impacte. Hi ha cristalls de roca aixafats sota el centre del cràter a una profunditat d'uns 6 km.

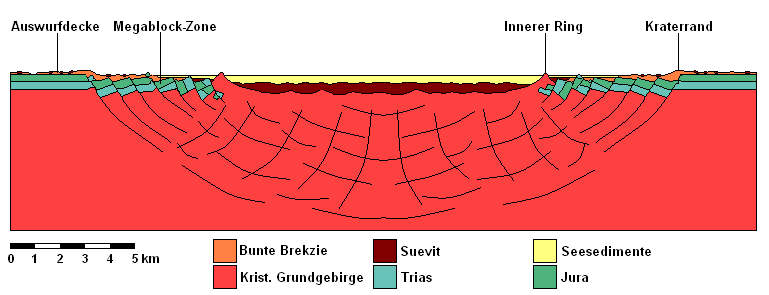
Perfil geològic